# Мотовська затока
Мотовська затока (рос. Мотовский залив, або Мотовска губа чи Китова могила) — затока-фіорд Баренцового моря на півночі Кольського півострова. Лежить між Мурманським берегом та півостровами Середній та Рибальський. Довжина 43 км. Ширина від 5 до 15 км. Глибина понад 200 м. Берег скелястий крутий. Взимку замерзає тільки в найсуворіші зими. Промисловці Архангельської губернії в XIX і на початку XX століття називали його Китова могила, тому що туди іноді хвилями прибиває мертвих китів.
На заході лежить Кутова губа, яка визнається західним відгалуженням затоки. На південному березі затоки розташований мис Пікшуєв.
Взимку 1939—1940 року та у червні 1941 — восени 1944 року в районі Мотовської затоки відбувалися бої між німецько-фінськими та радянськими військами.